# Zöldfelület

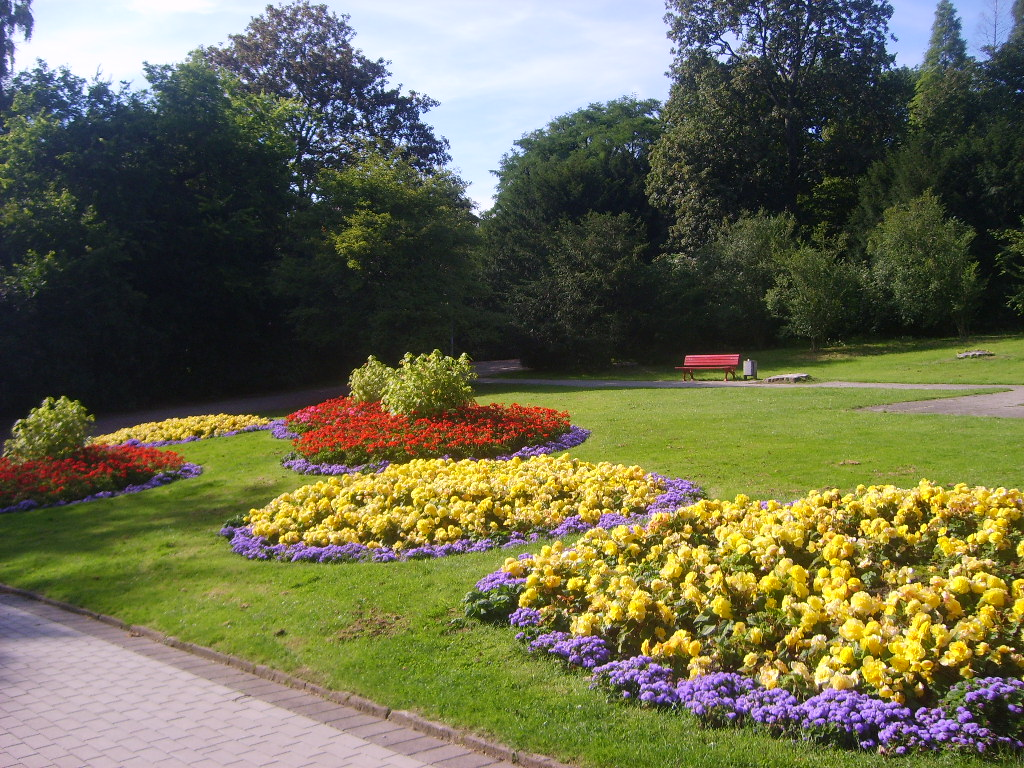
Zöldfelület, mint parkszerű szabadtér

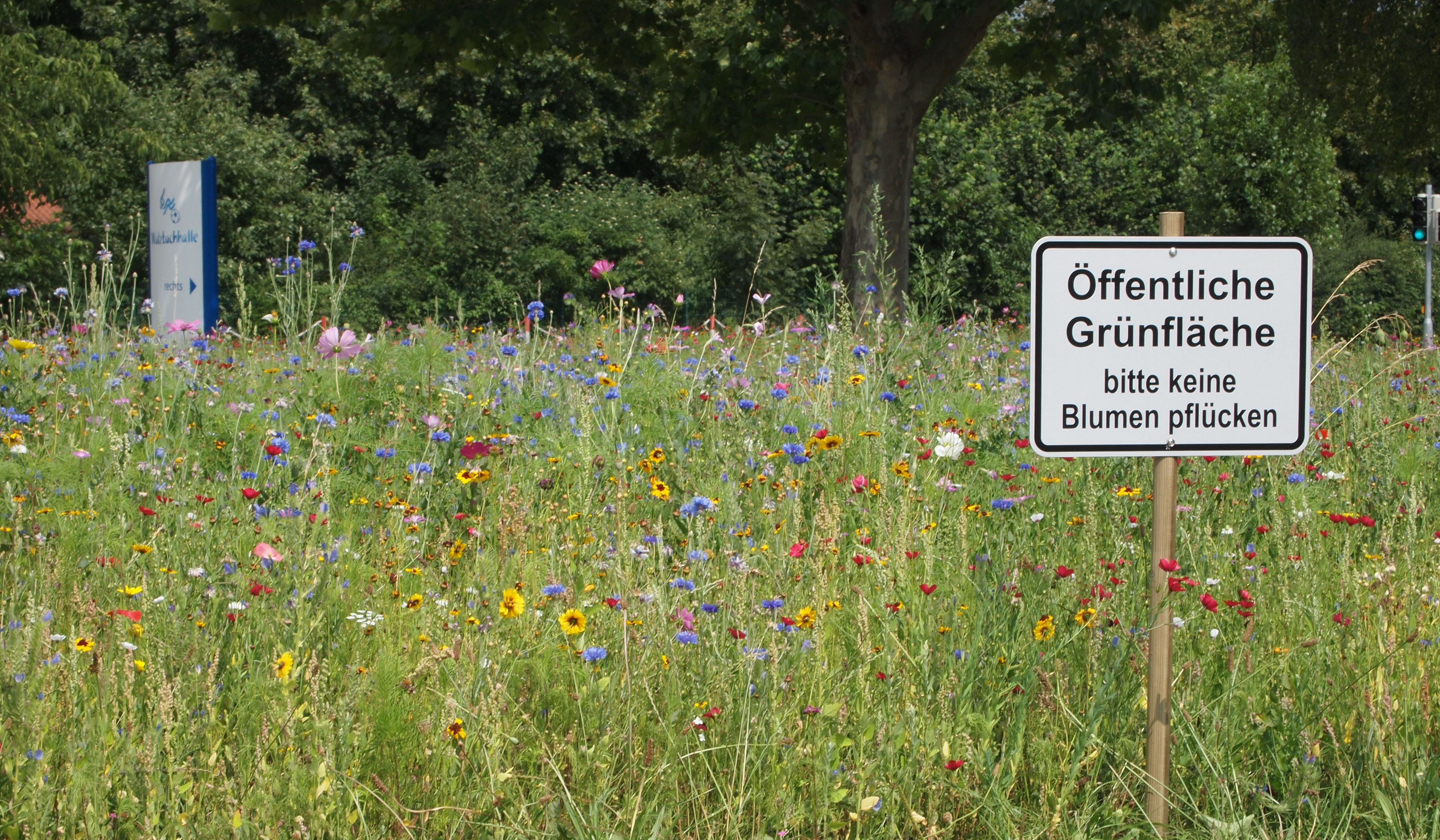
Nyilvános zöldfelület virágos rét formájában

A zöldfelület fontos tájépítészeti fogalom. A Magyar Tájépítési Szövetség összeállítása szerint a zöldfelület "minden olyan terület, amelyet növényzet borít. Gyep és cserjeszinten a borítottság akkor teljes, ha az egyedek kitöltik a közöttük lévő, rendelkezésre álló életteret. Fák törzsének közvetlen közelében –ahol a gyep és cserjeszint életfeltételei nem adottak- a zöldfelület méretét az el nem burkolt gyökérzóna adja. Lombos fák esetében a zöldfelület méretét a szabadon hagyott, burkolattal nem fedett gyökérzóna területe adja."
A zöldfelület nem azonos fogalom a zöldterülettel!
Egy adott telek zöldfelületét az OTÉK vonatkozó melléklete szerint számítják.  A zöldfelületi arány az így számított zöldfelület és telekterület (nyeles telek esetében a nyél területe nélkül) hányadosa. A telek zöldfelületének minimum értékét, a beépítésre szánt és egyes beépítésre nem szánt területeken, országos szinten az OTÉK határozza meg.
Települési szinten zöldfelületi rendszerről beszélünk:  A település klimatikus viszonyainak fenntartása, javítása érdekében döntően zöldfelületekből és vízfelületekből álló, hatásmechanizmusuk és térbeli elhelyezkedésük alapján egy nagy egységet képező települési szövet (alrendszer), amely az adott település ökológiai paramétereit, lakóinak pszichés és szomatikus érzetét javítja, egyes állatok számára élőhelyet biztosít, a város káros környezeti hatásait tompítja.